# Інес
Іне́с (гал. і ісп. Inés, Inéz, фр. Inès), або Іне́ш (порт. Inês, МФА: [i.ˈneʃ]) — жіноче особове ім'я. Поширене в іспаномовних і португаломовних країнах, Франції, Італії, а також країнах, що перебували під її політично-культурним впливом — Морокко й Тунісі. Зрідка вживається в інших країнах. Видозмінена форма імені грецького імені Агнес (грец. Ἁγνὴ, hagnē, «чиста, свята»). Найбільш відомий носій — Інес де Кастро, португальська королева, трагічне кохання якої стало темою багатьох творів мистецтва. Також — Інеса, Інесса, Інесе; Еніса, Енеса; Ігнес, Ігнеш (порт. Ignez, МФА: [ig.ˈneʃ]).

## Особи

### Інес
- Інес Бубакрі
- Інес Гайслер
- Інес Дірс
- Інес Енрікес
- Інес Рамірес Перес
- Інес Родена
- Інес Ріверо
- Інес Састре
- Інес Суарес
- Інес де Кастро — португальська королева.
- Інес де ля Фрессанж
- Інеса Арманд
- Інеса Братущик
- Інеса Миколаївна Кравець
- Інесе Яунземе
- Інесе Ґаланте
- Кдирова Інеш Осербаївна

### Інеш
- Інеш Піріш — коханка португальського короля Жуана І.